# Venezuela Open 2024
Die Venezuela Open 2024 im Badminton fanden vom 13. bis zum 16. Juni 2024 in Valencia statt. Es war die erste Auflage dieser Turnierserie.

## Medaillengewinner
| Disziplin    | Gold                                                  | Silber                                           | Bronze                                                           |
| ------------ | ----------------------------------------------------- | ------------------------------------------------ | ---------------------------------------------------------------- |
| Herreneinzel | Adriano Viale                                         | Javier Armando Alas                              | Frank Barrios                                                    |
| Herreneinzel | Adriano Viale                                         | Javier Armando Alas                              | Reece Marcano                                                    |
| Dameneinzel  | Maria Clara Lopes Lima                                | Maria Julia Da Cruz Nascimento                   | Chequeda De Boulet                                               |
| Dameneinzel  | Maria Clara Lopes Lima                                | Maria Julia Da Cruz Nascimento                   | Mariangel Garcia                                                 |
| Herrendoppel | Javier Armando Alas Joiser Calanche                   | Martinez Luis Fabricio Marx Rodriguez Tovar      | Frank Barrios Barrios William                                    |
| Herrendoppel | Javier Armando Alas Joiser Calanche                   | Martinez Luis Fabricio Marx Rodriguez Tovar      | José Pereira Torres Ricardo                                      |
| Damendoppel  | Maria Clara Lopes Lima Maria Julia Da Cruz Nascimento | Karen Kampos Lusbeth Nazareth Sanchez Peña       | Denisse Nairod Arvelaez Carrillo Barbara Valentina Saez Berroeta |
| Damendoppel  | Maria Clara Lopes Lima Maria Julia Da Cruz Nascimento | Karen Kampos Lusbeth Nazareth Sanchez Peña       | Mariangel Garcia Maria De Los Angeles Rojas Camacho              |
| Mixed        | Reece Marcano Chequeda De Boulet                      | Frank Barrios Maria De Los Angeles Rojas Camacho | Abrahan Jose Gutierrez Mariangel Garcia                          |
| Mixed        | Reece Marcano Chequeda De Boulet                      | Frank Barrios Maria De Los Angeles Rojas Camacho | José Pereira Karen Kampos                                        |